# Megan Connolly (Fußballspielerin)
Megan Connolly (* 7. März 1997 in Cork) ist eine irische Fußballspielerin.

## Karriere

### Jugend
Sie begann ihre Karriere im alten von sechs Jahren beim College Corinthians AFC und war hier noch Teil einer reinen Jungenmannschaft, bevor durch Mithilfe ihres Vaters auch eine Mädchenmannschaft aufgestellt wurde. In ihrer Zeit als Teenager spielte sie auch noch Gaelic Football, wo sie auch erfolgreich war. Später konzentrierte sie sich aber nur noch auf Fußball, um auch international aktiv sein zu können.

### College
AB 2015 bekam sie durch ein Stipendium ein Studium an der Florida State University zu absolvieren, wo sie dann in ihrer Zeit hier für die Florida State Seminoles spielte.

### Vereine
Am 26. Januar 2019 unterschrieb sie dann bei Brighton & Hove Albion (Frauenfußball) in England ihren ersten Vertrag.

### Nationalmannschaft
Nachdem sie fast jede Jugendmannschaft durchlaufen hatte, debütierte sie im Jahr 2016 auch in der A-Nationalmannschaft, wo sie am 23. Januar bei einer 0:5-Niederlager in der 65. Minute eingewechselt wurde. In den folgenden Jahren erhielte sie auch weitere Einsätze in der Nationalmannschaft und war hier jedoch zumeist eher wenig erfolgreich. In der Qualifikation für die Weltmeisterschaft 2023 erzielte sie dann aber insgesamt drei Tore und vier Vorlagen, was ihrer Mannschaft ermöglichte sich auf dem zweiten Platz der Gruppe zu platzieren. Dadurch konnte sich ihr Team im Oktober 2022 in einem Playoff-Spiel gegen Schottland anschließend mit einem 1:0-Sieg durchsetzen und sich somit erstmals für ein großes Turnier qualifizieren. Bei dieser Partie war sie jedoch nicht dabei. Am 28. Juni 2023 wurde sie für den finalen WM-Kader nominiert.  Am 26. Juli fälschte sie in der fünften Minute der Nachspielzeit der ersten Hälfte des Spiels gegen Olympiasieger Kanada  beim Stand von 1:0 für ihre Mannschaft den Schuss einer Kanadierin ins eigene Tor zum Ausgleich ab. Da die Irinnen das Spiel noch mit 1:2 verloren, hatten sie schon vor dem letzten Spiel keine Chance mehr das Achtelfinale zu erreichen.